# George Benson (Saxophonist)
George Franklin Benson Jr. (* Februar 1929; † 9. März 2019) war ein US-amerikanischer Jazz- und Studiomusiker (Alt- und Tenorsaxophon).

## Leben und Wirken
Benson begann seine Karriere in den frühen 1950er-Jahren in der Musikszene von Detroit; 1951 nahm er unter eigenem Namen mehrere Titel wie „Begin the Beguine“, „The Nearness of You“ und „When Day Is Done“ für das Label Regent auf. Im Koreakrieg diente er als Corporal in der U.S. Army und war in Oahu, Hawaii stationiert, wo er in einer Armeeband spielte; in dieser Zeit schrieb er auch einen Marsch, der eine Auszeichnung erhielt.
Nach seiner Entlassung aus der Armee arbeitete er im Hauptberuf bei der Post; daneben trat er weiter als Musiker auf. U. a. arbeitete er im Laufe seiner Musikerkarriere mit Marvin Gaye, Stevie Wonder, The Temptations, Aretha Franklin, Ella Fitzgerald, Lionel Hampton, Nancy Wilson, Louis Armstrong und Sammy Davis Jr. 1972 spielte er bei den New McKinney’s Cotton Pickers. Außerdem war er als Musikpädagoge tätig und unterrichtete an der Wayne State University, am Schoolcraft College, Cranbrook und gab Privatunterricht.
Nach seiner Pensionierung beim U.S. Postal Service 1994 blieb er weiterhin als Musiker tätig; u. a. mit Sammy Price, der Wendell Harrison 18 Piece Big Band & Sextet (1992), Bess Bonnier (Suite William), zuletzt 2015 mit dem Motor City Jazz Octet (Sanctuary). Im Bereich des Jazz war er zwischen 1951 und 2015 an zwölf Aufnahmesessions beteiligt. Benson, der auch auf dem Montreux Jazz Festival und auf dem Old Time Jazz Festival in Breda aufgetreten war, erhielt für sein Album Sax Master 2000 den Detroit Music Award for Outstanding Jazz in der Kategorie Traditional, Instrumentalist and Recording.

## Diskographische Hinweise
- J. C. Heard/George Benson: Alive and Well – The Detroit Jazz Tradition (1983), mit Claude Black (p), Dave Young (kb)
- Detroit's George Benson Swings & Swings & Swings (1986), mit Reg Schwager (git), Dave Young (kb), Archie Alleyne (dr)
- Sammy Price: Paradise Valley Duets (1988), mit Marcus Belgrave
- SaxMaster (1999), mit Gary Schunk, Don Mayberry, Tom Brown